# Johann Gottlob Schneider

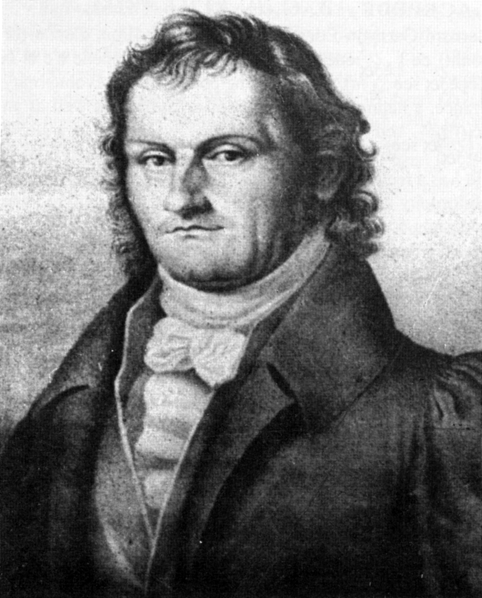
Johann Gottlob Theaenus Schneider

Johann Gottlob Theaenus Schneider (Collm, 18 januari 1750 - Breslau, 12 januari 1822) was een Duits klassiek taalkundige en natuuronderzoeker, vooral ichtyoloog.

## Leven
Schneider studeerde te Leipzig, Göttingen en Straatsburg. In 1774 werd hij op voorspraak van Christian Gottlob Heyne (1729–1812) secretaris van de Straatsburgse filoloog Richard François Philippe Brunck. Daarna werd hij hoogleraar in de Letteren en Wijsbegeerte aan de universiteit te Frankfurt (Oder). Hij werd corresponderend lid van de Pruisische Academie van Wetenschappen en in 1809 van de Beierse Academie van Wetenschappen.
Zijn belangrijkste werk was zijn Kritisches griechisch-deutsches Handwörterbuch uit 1797, het eerste onafhankelijke werk na Robert Estienne's Thesaurus linguae Latinae (1576–78), en vormde de basistekst voor Franz Ludwig Carl Friedrich Passow Opuscula academica (1835) en alle Griekse woordenboeken. 
In 1801 publiceerde Schneider Systema ichthyologiae iconibus CX illustratum [Indeling van de vissen, met 110 afbeeldingen geïllustreerd], een standaardwerk over de taxonomie van vissen dat door Marcus Élieser Bloch begonnen was maar bij zijn dood in 1799 onafgemaakt was gebleven. Naast de wetenschap die zich bezighoudt met de studie naar vissen (ichtyologie), hield Schneider zich ook bezig met paleontologie, vooral van schildpadden en andere reptielen en amfibieën. In 1799 beschreef hij voor het eerst de in India veel voorkomende lijstenpad Duttaphrynus melanostictus. In 1811 werd hij hoogleraar voor oude talen aan de Universiteit van Breslau. In 1814 werd hij er hoofdbibliothecaris van de universitaire bibliotheek. Hij bleef daar actief tot zijn dood.

## Werken
- Handwörterbuch der griechischen Sprache. Vogel, Leipzig 1828.
- Griechisch-deutsches Wörterbuch. Hahn, Leipzig 1819.
- Kritisches griechisch-deutsches Wörterbuch. Frommann, Jena, Leipzig 1805/06.
- Eclogae physicae, ex scriptoribus praecipue Graecis excerptae. Frommann, Jena, Leipzig 1800.
- Historiae amphibiorum naturalis et literariae. Frommann, Jena 1799–1801.
- Kritisches griechisch-deutsches Handwörterbuch. Frommann, Jena, Züllichau 1797.
- Amphibiorum physiologiae specimen. Apitz, Frankfurt (Oder) 1790–97.
- Ad reliqua librorum Friderici II. et Alberti Magni capita commentarii ... Müller, Leipzig 1789.
- Zweyter Beytrag zur Naturgeschichte der Schildkröten. Müller, Leipzig 1789.
- Erster Beytrag zur Naturgeschichte der Schildkröten. Müller, Leipzig 1787.
- Sammlung vermischter Abhandlungen zur Aufklärung der Zoologie und der Handlungsgeschichte. Unger, Berlin 1784.
- Allgemeine Naturgeschichte der Schildkröten. Müller, Leipzig 1783.
- Ichthyologiae veterum specimina. Winter, Frankfurt (Oder) 1780.
- Anmerkungen über den Anakreon. Crusius, Leipzig 1770.

- Bibsys: 90327685
- Biblioteca Nacional de España: XX1751907
- Bibliothèque nationale de France: cb12115542b (data)
- CiNii: DA08017630
- Gemeinsame Normdatei: 104117672
- International Standard Name Identifier: 0000 0001 0883 2424
- Library of Congress Control Number: n86834594
- Nationale Bibliotheek van Letland: 000312545
- Nationale Bibliotheek van Tsjechië: pna2007384179
- Nationale bibliotheek van Australië: 35260819
- Nationale Bibliotheek van Israël: 987007267783605171
- Nationale Bibliotheek van Polen: a0000002427400
- Nationale en Universitaire bibliotheek Zagreb: 000111034
- Nederlandse Thesaurus van Auteursnamen: 069353409
- Réseau des bibliothèques de Suisse occidentale: 02-A003803214
- LIBRIS: 268069
- Système universitaire de documentation: 029553709
- Trove: 886826
- Virtual International Authority File: 29565948
- WorldCat: E39PBJqbjDBWtw9fGRfByTqWjC